# Mimalblymoroides
Mimalblymoroides is een kevergeslacht uit de familie van de boktorren (Cerambycidae). De wetenschappelijke naam van het geslacht werd voor het eerst geldig gepubliceerd in 1969 door Breuning.

## Soorten
Mimalblymoroides omvat de volgende soorten:
- Mimalblymoroides freudei (Breuning, 1973)
- Mimalblymoroides heinrichi (Breuning, 1973)
- Mimalblymoroides kaszabi (Breuning, 1969)
- Mimalblymoroides spinipennis (Breuning, 1970)